# Hynčina
Hynčina (in tedesco Heinzhof) è un comune della Repubblica Ceca facente parte del distretto di Šumperk, nella regione di Olomouc.